# Mokrovraty
Mokrovraty (en allemand : Mokrowrat) est une commune du district de Příbram, dans la région de Bohême-Centrale, en République tchèque. Sa population s'élevait à 793 habitants en 2020.

## Géographie
Mokrovraty se trouve à 6,5 km à l'est-nord-est de Dobříš, à 21 km au nord-est de Příbram et à 34,5 km au sud-sud-ouest du centre de Prague.
La commune est limitée par Voznice et Nová Ves pod Pleší au nord, par Malá Hraštice au nord-est, par Nový Knín au sud-est, par Stará Huť au sud-ouest et par Dobříš à l'ouest.

## Histoire
La première mention écrite de la localité date de 1653.

## Administration
La commune se compose de deux quartiers :
- Mokrovraty
- Pouště

## Transports
Par la route, Mokrovraty se trouve à 7 km de Dobříš, à 27 km de Příbram et à 47 km de Prague.